# Paulo Falcão
Paulo Roberto Falcão (Abelardo Luz, Santa Catarina, 16 de octubre de 1953) es un exfutbolista brasileño considerado uno de los más grandes jugadores en la historia del fútbol brasileño. 
En 1979, obtuvo la puntuación media más alta de la historia del premio Bola de Prata concedido a los mejores jugadores del campeonato brasileño. Ganó el Balón de Plata de la Copa Mundial España 1982, y fue nombrado como el Mejor Jugador del Mundo en 1983 por Guerin Sportivo.

## Trayectoria
Comenzó jugando en el Internacional de Porto Alegre, club con el que ganó cinco títulos del estado de Rio Grande do Sul y tres campeonatos de Brasil. Falcão ganó dos veces el premio Bola de Prata de la revista Placar como mejor jugador de los campeonatos brasileños de 1978 y 1979. En 1979, Falcão logró la mayor puntuación de la historia del Balón de Oro (9,20).

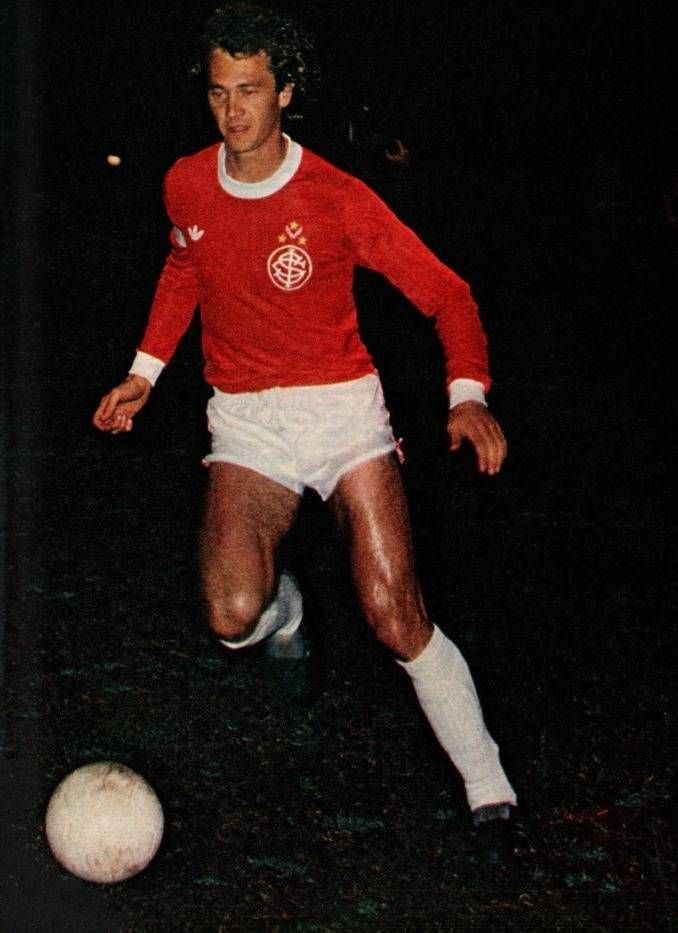
Falcão durante su etapa en Internacional.

En 1980 fue transferido al AS Roma. Su fichaje costó un millón y medio de dólares y se realizó el 10 de agosto de 1979. A pesar de su gran palmarés, era desconocido en Italia. Con este equipo ganó el Scudetto y dos Copas de Italia. En dos ocasiones (1980/81 y 1981/82), Falcao logró la segunda media más alta de la liga entre los extranjeros, según la revista Guerin Sportivo, en ambas ocasiones por detrás del holandés Ruud Krol. En 1982/83, Falcao obtuvo la media más alta entre los extranjeros en la liga. En la temporada 1983/84, fue tercero, por detrás de Zico y Michel Platini.
En 1984 su equipo perdió la final de la Copa de Europa contra el Liverpool FC. En este equipo disputó un total de 107 partidos y marcó 22 goles. Su marcha del equipo se atribuyó a las diferencias con el presidente Dino Viola y a que su sueldo era uno de los más altos de aquella época, más de mil millones de liras al año.
En 1985 vuelve a Brasil. En el São Paulo FC gana el título del estado de São Paulo.

## Selección nacional
Con la selección brasileña disputó dos mundiales: España 1982 y México 1986. Fue 29 veces internacional entre febrero de 1976 y junio de 1986. Especialmente destacó para la Copa Mundial de 1982 en España, pues para el esquema de Telê Santana, no había un número 5 que se adaptase mejor a su estilo. Falcão era hecho para tocar el balón y dominar a los adversarios exclusivamente a base de talento. Fue allí, en España, donde resultó elegido segundo mejor futbolista del torneo y adquirió la categoría de genio mundial. Sobre todo, cuando protagonizó quizás la mejor jugada de su carrera, al deshacerse de dos italianos y batir a Dino Zoff desde la frontal del área mediante un zurdazo imparable. Falcão salió disparado, exultante como nunca. Aquel fue el gol del empate 2-2, y parecía abrir las puertas de las semifinales al equipo más fascinante de aquel certamen y uno de los más admirados de todos los tiempos.

### Participaciones en Copas del Mundo
| Mundial                        | Sede   | Resultado        | Partidos | Goles |
| ------------------------------ | ------ | ---------------- | -------- | ----- |
| Copa Mundial de Fútbol de 1982 | España | Segunda fase     | 5        | 3     |
| Copa Mundial de Fútbol de 1986 | México | Cuartos de final | 2        | 0     |

## Clubes

### Como jugador
| Equipo        | País   | Año       |
| ------------- | ------ | --------- |
| Internacional | Brasil | 1972-1980 |
| Roma          | Italia | 1980-1985 |
| São Paulo     | Brasil | 1985-1986 |

### Como entrenador
| Equipo              | País   | Año       |
| ------------------- | ------ | --------- |
| Selección de Brasil | Brasil | 1990-1991 |
| América             | México | 1991-1992 |
| Internacional       | Brasil | 1993      |
| Selección de Japón  | Japón  | 1994      |
| Bahia               | Brasil | 2012      |
| Sport Recife        | Brasil | 2015-2016 |
| Internacional       | Brasil | 2016      |

## Palmarés

### Como futbolista

#### Títulos regionales
| Título              | Equipo        | Estado             | Año  |
| ------------------- | ------------- | ------------------ | ---- |
| Campeonato Gaúcho   | Internacional | Río Grande del Sur | 1973 |
| Campeonato Gaúcho   | Internacional | Río Grande del Sur | 1974 |
| Campeonato Gaúcho   | Internacional | Río Grande del Sur | 1975 |
| Campeonato Gaúcho   | Internacional | Río Grande del Sur | 1976 |
| Campeonato Gaúcho   | Internacional | Río Grande del Sur | 1978 |
| Campeonato Paulista | São Paulo FC  | San Pablo          | 1985 |

#### Títulos nacionales
| Título      | Equipo        | País   | Año     |
| ----------- | ------------- | ------ | ------- |
| Serie A     | Internacional | Brasil | 1975    |
| Serie A     | Internacional | Brasil | 1976    |
| Serie A     | Internacional | Brasil | 1979    |
| Copa Italia | AS Roma       | Italia | 1980-81 |
| Serie A     | AS Roma       | Italia | 1982-83 |
| Copa Italia | AS Roma       | Italia | 1983-84 |

## Estilo de juego
Para quien está habituado al concepto actual de “cinco”, resulta difícil imaginarlo. Falcão fue uno de los últimos representantes de un linaje de primeros volantes cuya principal característica no era la de ser voluntariosos ni preocuparse por seguir al adversario, recuperar el balón y pasárselo al compañero más cercano. El Internacional no tardaría en darse cuenta de que en aquel muchacho tenía a alguien completo, que jugaba por delante de la retaguardia, sí, pero de cuyos pies nacería casi todo lo que el equipo de Rio Grande do Sul creó durante el decenio de 1970. Y no fue poca cosa.
Paulo Roberto Falcão fue el líder y símbolo de una de las grandes dinastías del fútbol brasileño. En los seis años transcurridos entre su debut en el equipo profesional del Colorado, en 1973, hasta su salida, en 1979, el club conquistó cinco Campeonatos Gaúchos, y solo dejó de estar entre los cuatro primeros clasificados del Brasileirão una vez, en 1974. En ese periodo, se convirtió en el primer equipo que ganaba tres títulos en la era del Campeonato Brasileño, posterior a 1971, con los trofeos de 1975, 1976 y 1979, este último sin perder ni un solo partido, algo que nadie ha logrado repetir.
Por aquel entonces, aunque se hubiese quedado fuera de la Copa Mundial de la FIFA 1978, debido a una discrepancia con el seleccionador, Cláudio Coutinho; la calidad de Falcão concitaba una unanimidad absoluta, y todos se referían a él, con naturalidad, como “el mejor volante brasileño de todos los tiempos”. Hasta el punto de que el entrenador del Palmeiras en 1979, Telê Santana —que podía ser cualquier cosa menos dado a elogios gratuitos— dejó el estadio estupefacto después de asistir a una victoria del Colorado sobre el Internacional de Limeira. Cuando los periodistas le preguntaron, fue categórico: “Hoy he visto una actuación perfecta de un jugador. Falcão ha ganado el partido”.

## Vida personal
Desde el final de 2003, Falcão está casado con la periodista y presentadora Cristina Ranzolin. Ambos tienen una hija en común: la actriz Antônia Ranzolin Falcão, nacida en el año siguiente (2004).